# Nieuwe Sint-Quintinuskerk

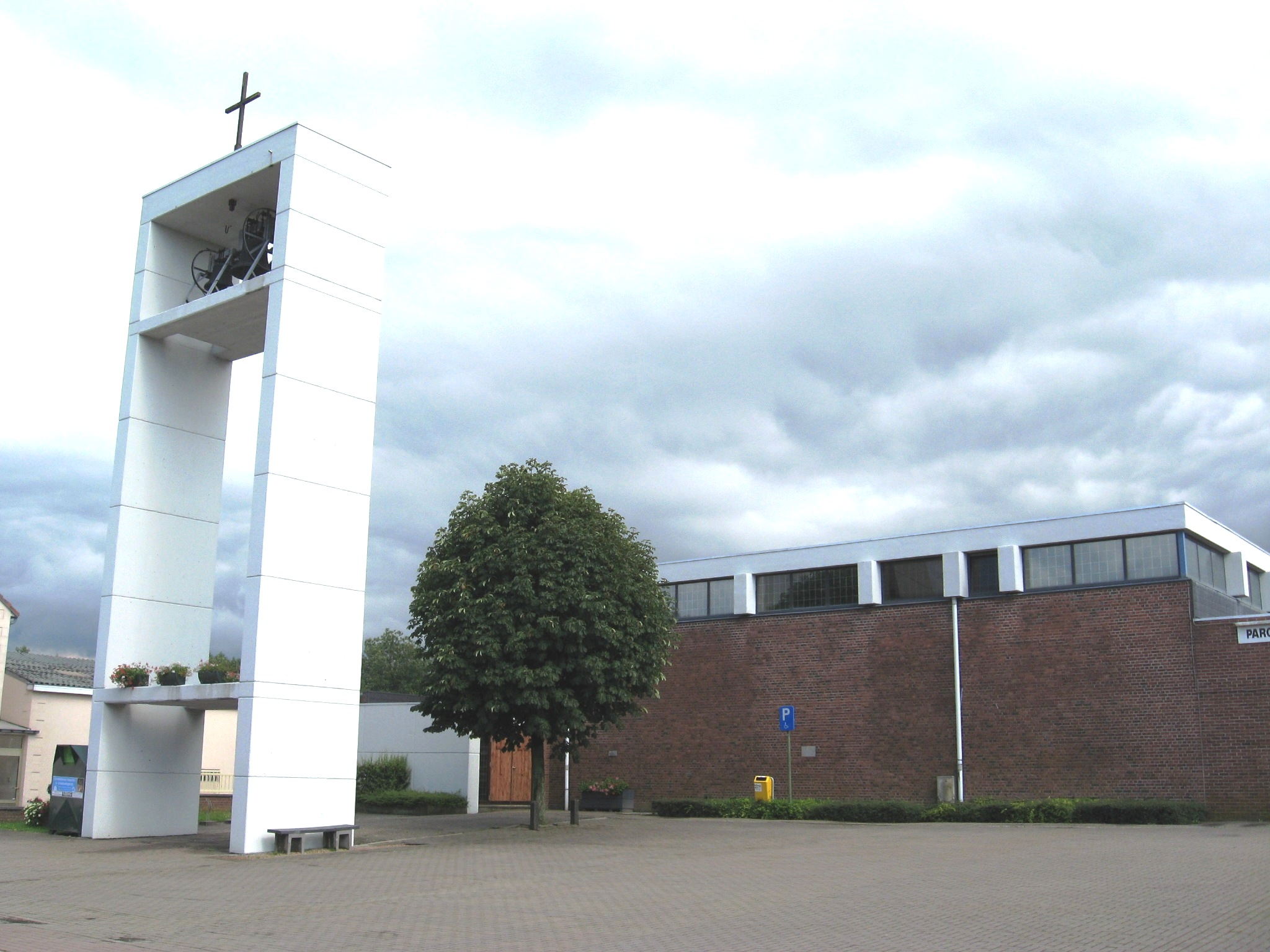
Nieuwe Sint-Quintinuskerk

De Nieuwe Sint-Quintinuskerk is een kerkgebouw in de Belgische plaats Hees, een deelgemeente van Bilzen. Deze modernistische kerk werd gebouwd ter vervanging van de ontwijde Sint-Quintinuskerk in Hees. Het ontwerp is van architect Adolf Nivelle.
De kerk is toegewijd aan Quintinus en werd in 1966 opgetrokken. De losstaande kerktoren is opvallend. Enkele kerkramen en andere voorwerpen uit de voormalige kerk werden in de nieuwe ondergebracht. Er zijn ook beelden aanwezig van een klooster in Luik.

## Galerij

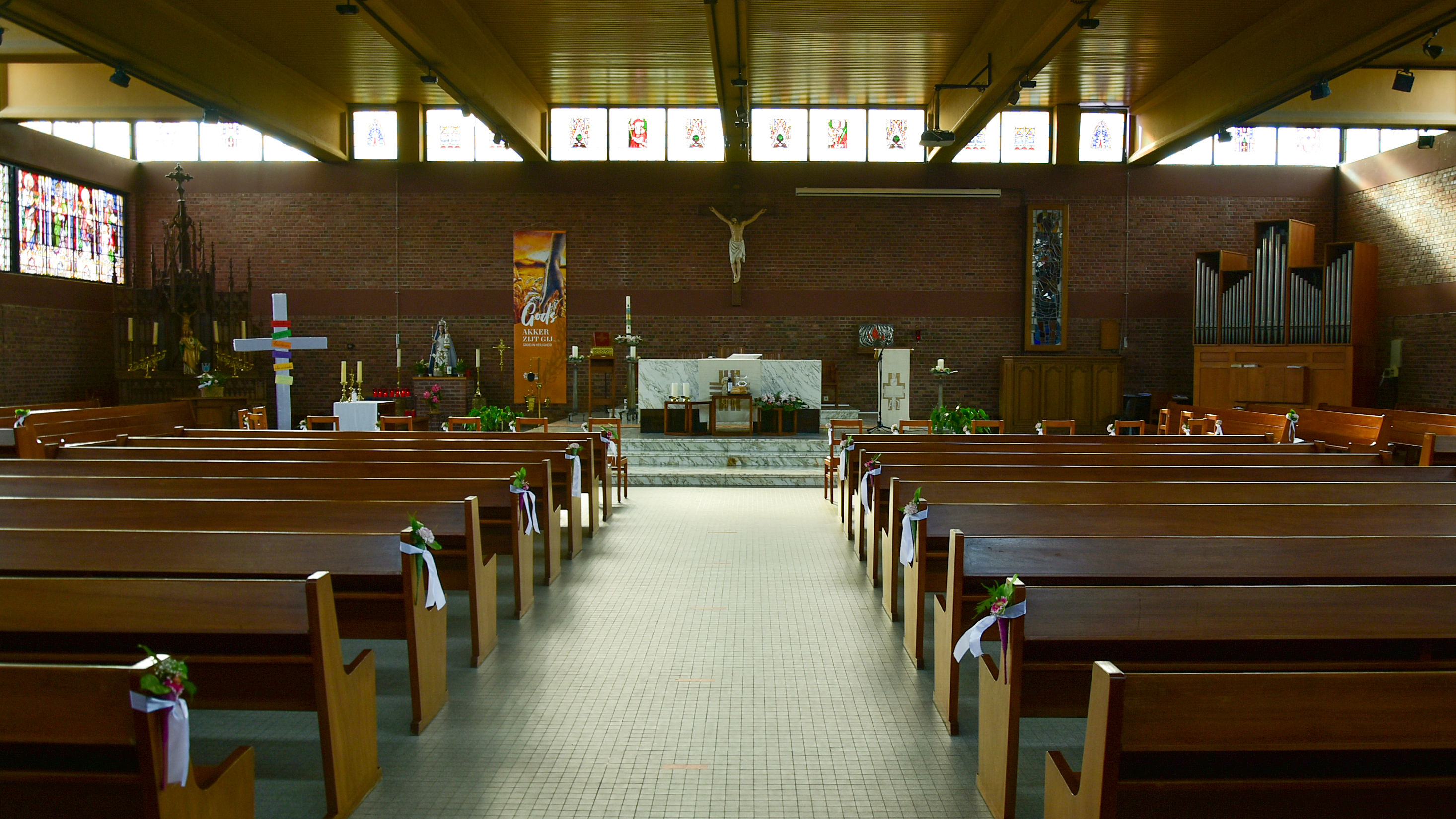
Kerkschip
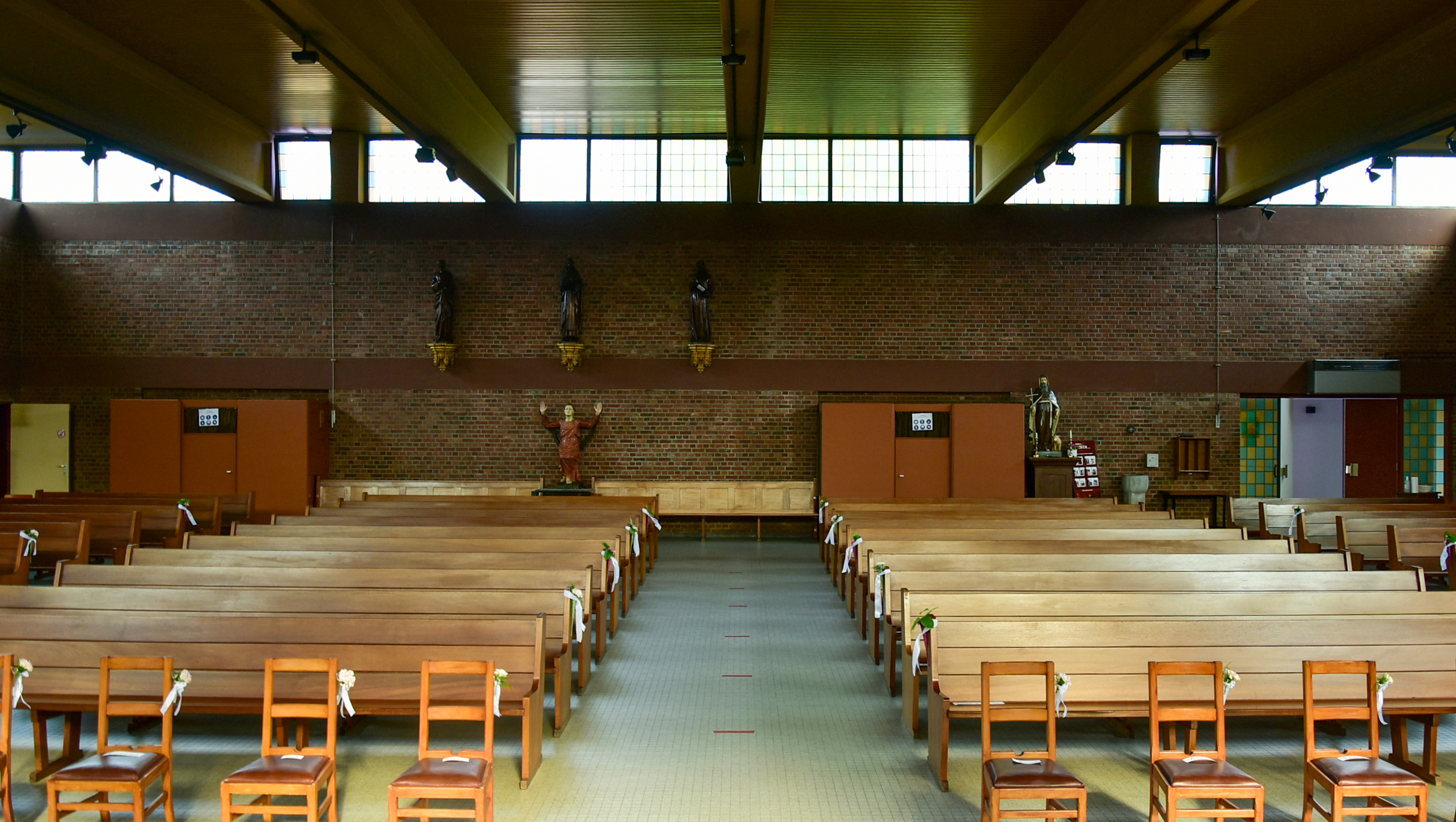
Achterzijde
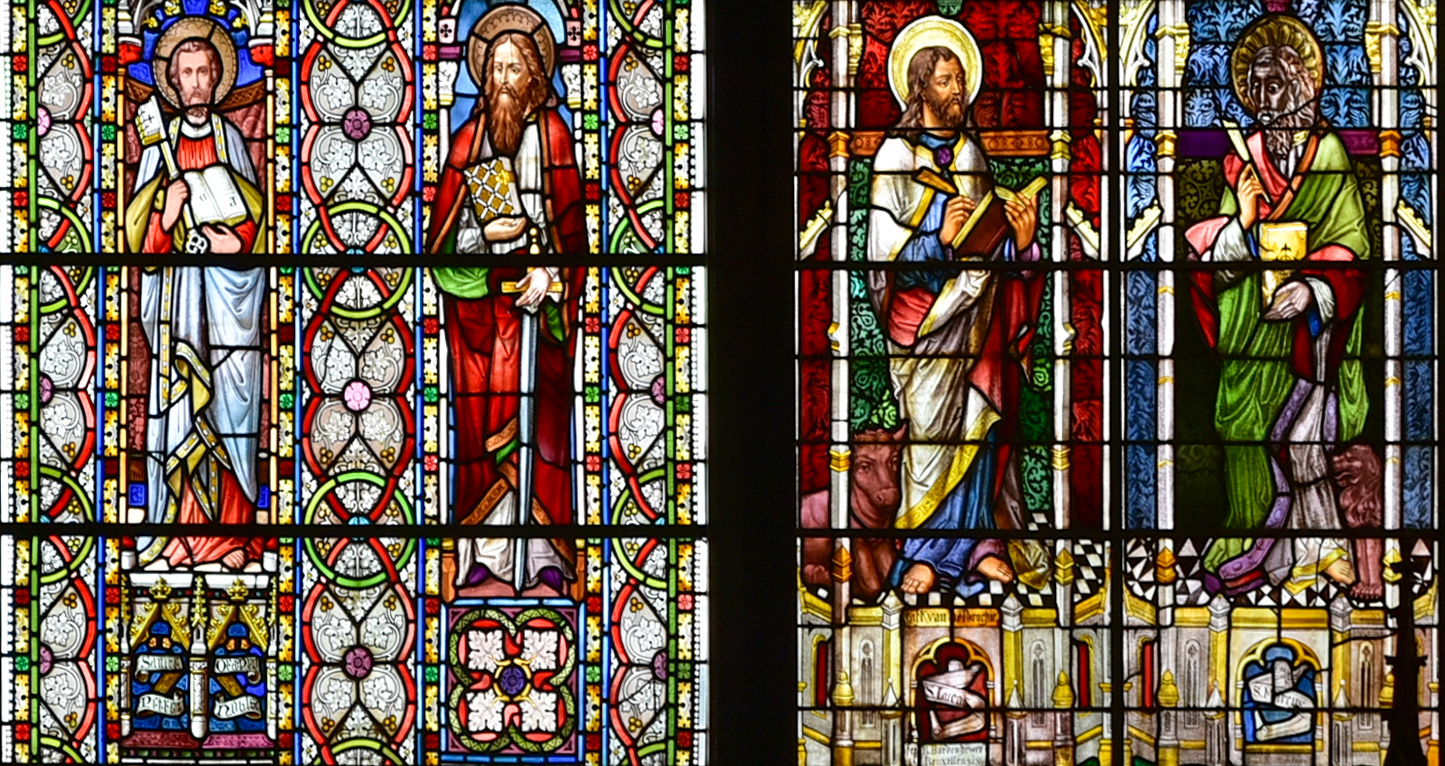
Glasramen oude kerk
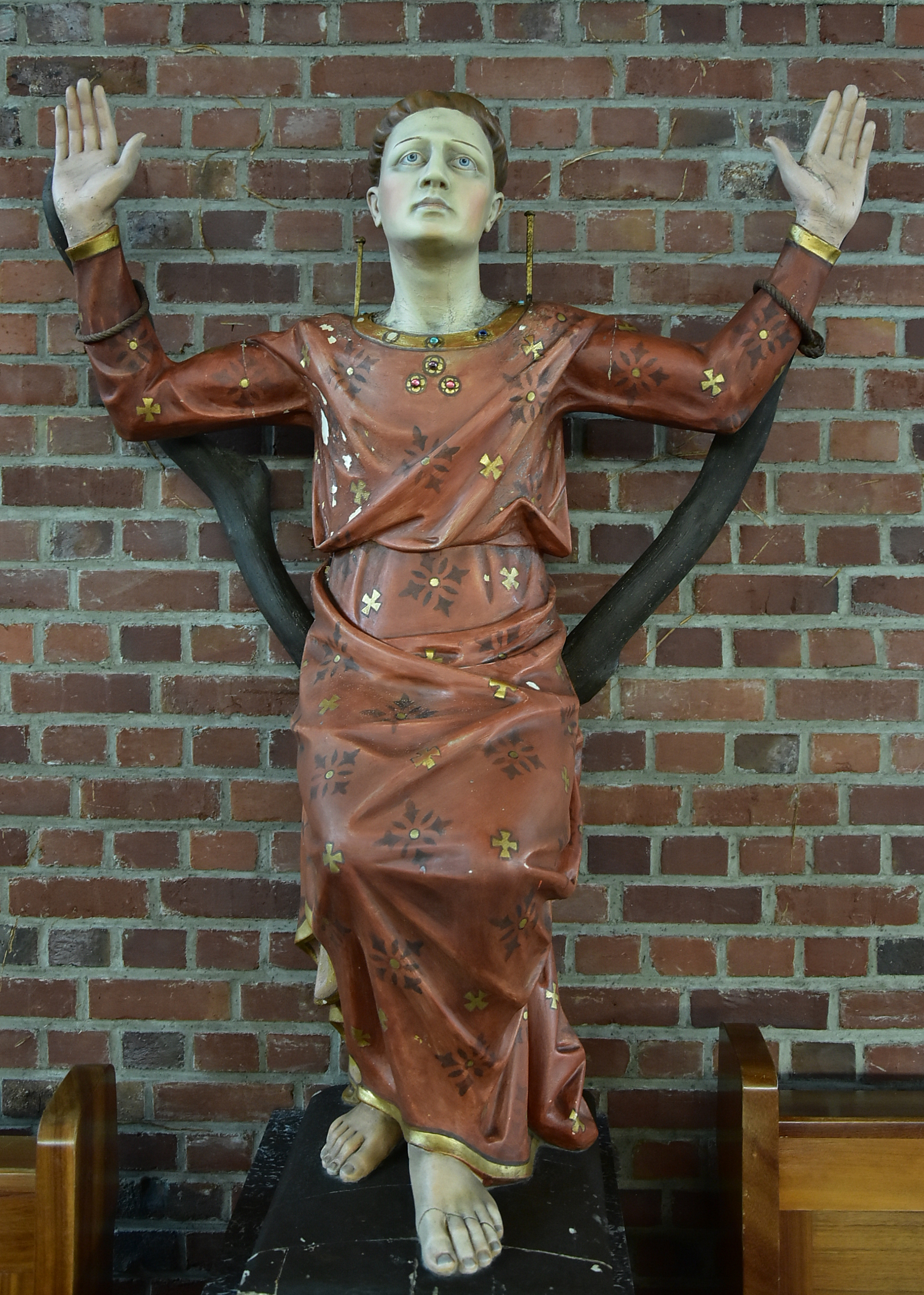
Quintinus uit de oude kerk